# Sporopipes frontalis
El tejedorcito frontal (Sporopipes frontalis) es una especie de ave paseriforme de la familia Ploceidae propia de África.

## Distribución y hábitat
Se encuentra en Benín, Burkina Faso, Camerún, República Centroafricana, Chad, Eritrea, Etiopía, Gambia, Ghana, Guinea-Bissau, Kenia, Mali, Mauritania, Niger, Nigeria, Senegal, Somalia, Sudán, Tanzania, y Uganda.
Su hábitat natural es la sabana seca.

## Galería

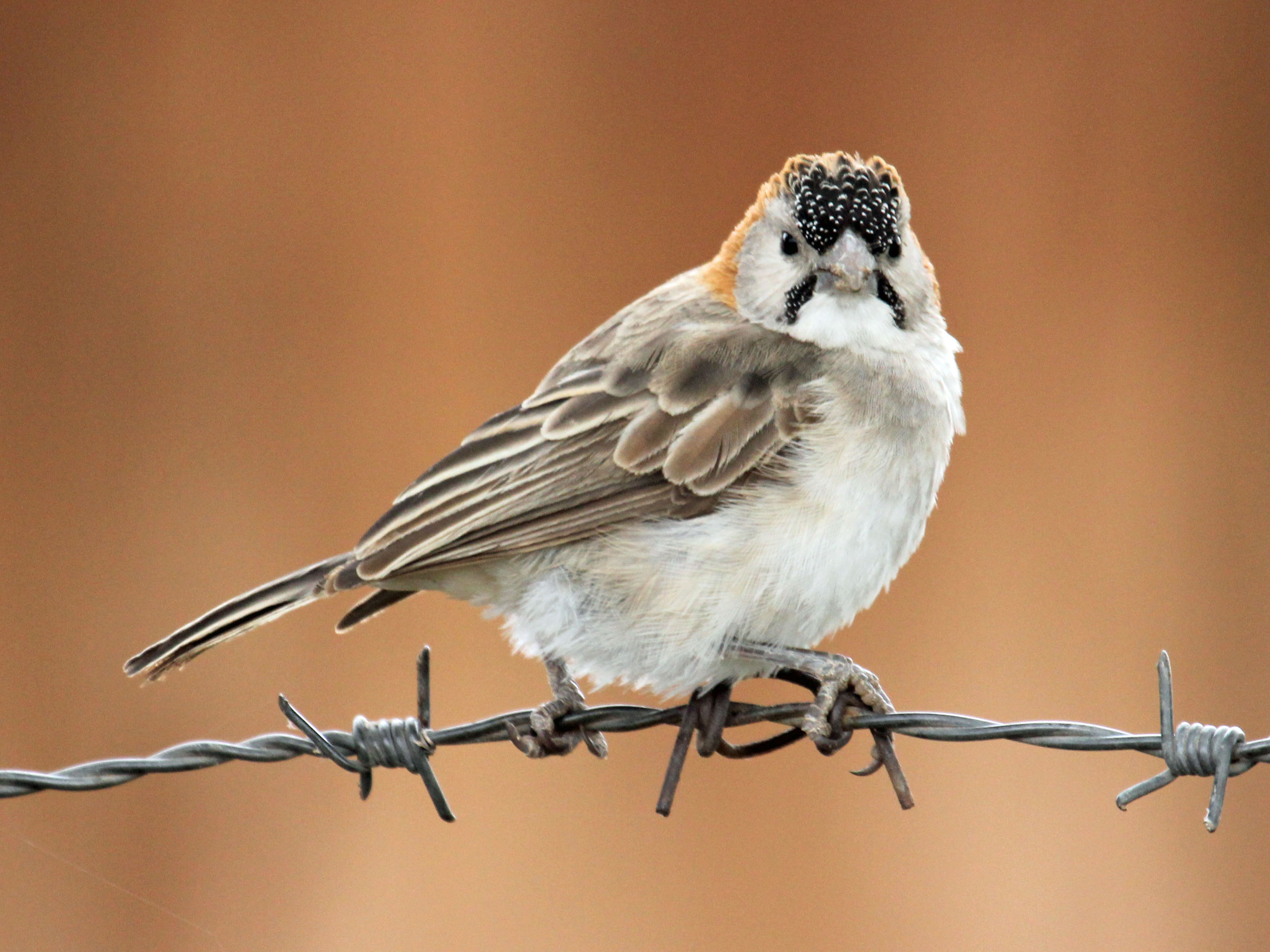
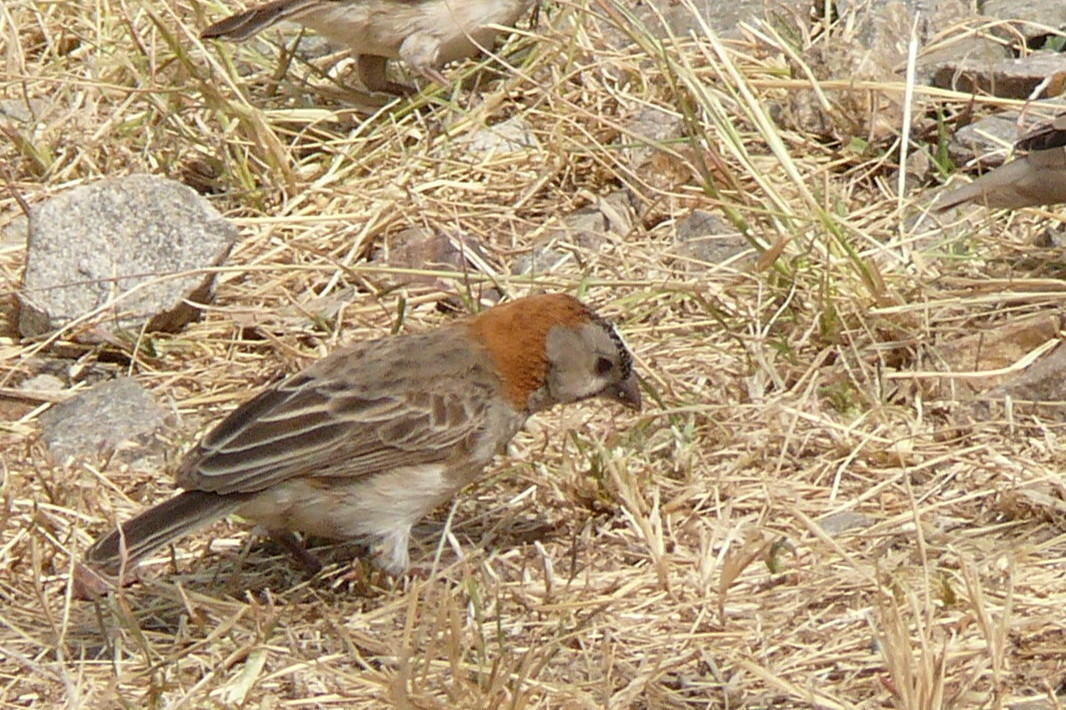